# Iwan Wassiljewitsch Obreimow

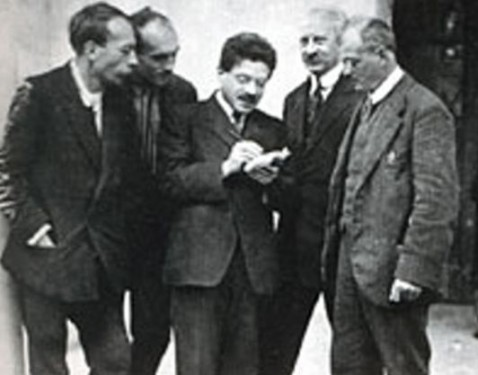
Von links: I. W. Obreimow, N. N. Semjonow, P. Ehrenfest, A. F. Joffe, A. A. Tschernyschow, 1924.

Iwan Wassiljewitsch Obreimow (russisch Иван Васильевич Обреимов, wiss. Transliteration Ivan Vasil'evič Obreimov; * 24. Februarjul. / 8. März 1894greg. in Annecy/Frankreich; † 2. Dezember 1981 in Moskau) war ein russischer Physiker. Er war Spezialist für  Festkörperphysik, speziell Tieftemperaturspektroskopie. U.a. verfasste er wichtige Arbeiten über Absorptionsspektren und die Lumineszenz von Kristallen bei niedrigen Temperaturen.

## Leben
Obreimow wurde als Sohn russischer Eltern in Frankreich geboren, sein Vater war Mathematiklehrer. 1911 trat er an der Sankt Petersburger Universität  ein Physikstudium an, das er 1914/1915 abschloss. Er arbeitete zunächst im Petersburger Werk für optisches Glas (später: ЛенЗОС/LenSOS) und wurde danach (1919 bis 1924) an das Staatliche Institut für Optik berufen. Seit 1920 lehrte er Physik an der Staatlichen Leningrader Universität und (bis 1928) am Polytechnischen Institut.
1923 übertrug man ihm die Leitung des Labors für Molekularphysik am Leningrader physikalisch-technischen Institut (ЛФТИ). 1929 stieg er zum ersten Direktor des neu gegründeten Ukrainischen Physikalisch-Technischen Instituts in Charkiw (УФТИ/UFTI) auf. In der Zeit zwischen 1927 und 1930 bereiste er mehrfach Deutschland, die Niederlande und Großbritannien, um Ausstattungsgüter für seine Institute zu erwerben.
Als parteiloser Wissenschaftler wurde Obreimow 1933 auf seinem Posten als Direktor des UFTI durch den Kommunisten Alexander Iljitsch Leipunski (Лейпунский) ersetzt. Er selbst übernahm den Vorsitz des physikalisch-technischen Rates und leitete das Labor für Physik der Kristalle am Institut.
Im Juli 1938 wurde er in Charkiw unter der Anklage der Spionage für Deutschland und England sowie angeblicher Aktivitäten für trotzkistische Organisationen verhaftet. Als Häftling in Gefängnissen in Kiew und Moskau schrieb er die Abhandlung Über die Verwendung der fresnelschen Beugung für physikalische Messungen (О приложении френелевой дифракции к физическим измерениям) und übergab diese im Dezember 1939 an die Untersuchungsbehörde des NKWD. Er nutzte die Arbeit für die Bitte, ihn auf seinem Forschungsgebiet wieder arbeiten und publizieren zu lassen. Im November 1940 verurteilte man ihn wegen „antisowjetischer Äußerungen“ zu acht Jahren „Besserungs-Arbeitslager“ und verschickte ihn nach Kotlas in der Oblast Archangelsk, wo er bei Verladearbeiten eingesetzt wurde.
Mehrere Eingaben seiner Wissenschaftler-Kollegen, von denen sich beispielsweise Pjotr Kapiza, Mitglied der Akademie der Wissenschaften und späterer Nobelpreisträger, direkt an Außenminister Wjatscheslaw Molotow wandte, führten im Mai 1941 zur Einstellung des Verfahrens und zu Obreimows Freilassung aus dem Lager. Er wurde nach Ufa evakuiert und arbeitete dort im physikalisch-chemischen Institut der Akademie der Wissenschaften. 1942 wurde er in das aus Leningrad nach Joschkar-Ola evakuierte Staatsinstitut für Optik versetzt, wo er 1944 zum Leiter des optischen Labors befördert wurde. 1946 erhielt er für seine Arbeiten auf dem Gebiet der Optik und der Kristalle den Stalinpreis. Seit 1950 arbeitete er wieder in Moskau; er unterrichtete am Lehrstuhl für Allgemeine Physik des Instituts für Mechanik. 1954 wurde er in die Akademie der Wissenschaften aufgenommen und forschte bis 1965 am dortigen Institut für Organische Elementverbindungen, danach am Institut für Anorganische Chemie.
Obreimow erhielt zahlreiche Auszeichnungen der Sowjetunion, darunter 1974 den Leninorden.